# Medusa Rondanini

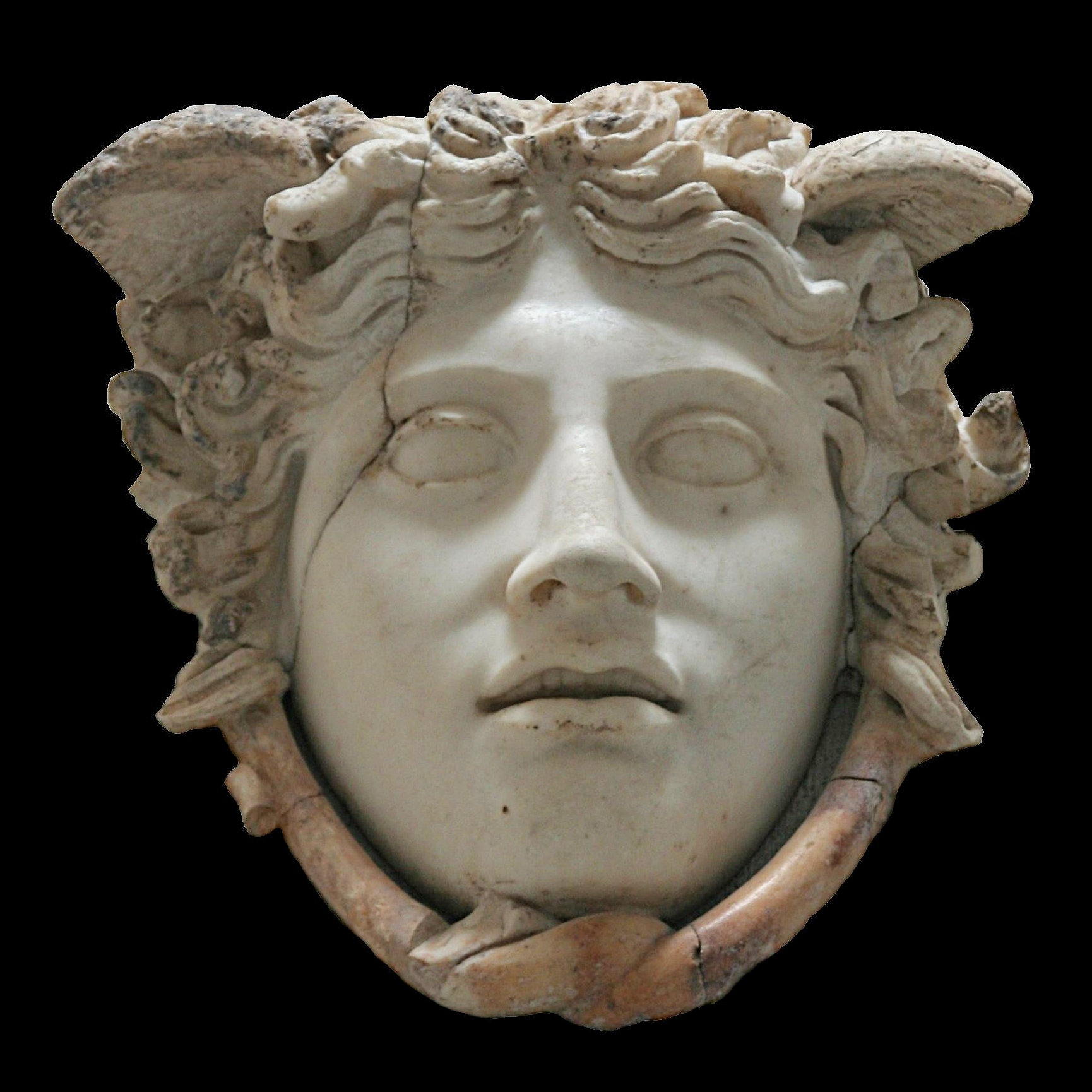
La Medusa Rondanini, mármol (h. 0,29 m)

La Medusa Rondanini es la mejor copia en mármol del helenismo tardío o de la Roma de  Augusto de la cabeza de Medusa, se presenta más humanizada y hermosa que la siempre grotesca cabeza apotropaica de Medusa que apareció como el Gorgoneion bajo la égida de Atenea. La estatua se encuentra en la gliptoteca de Múnich, Alemania,  habiendo sido comprada por el rey Luis I de Baviera, amante del arte, a los herederos del marqués Rondanini, durante su Grand Tour por Italia como príncipe.

## Historia
La Medusa Rondanini se exhibió anteriormente en el Palazzo Rondanini  en el extremo superior de la via del Corso, Roma, donde fue pasada por alto por el gran historiador del arte Johann Joachim Winckelmann, quizás distraído por la Piedad Rondanini de Miguel Ángel en la misma colección. Sin embargo, fue muy admirada por Goethe,  quien quedó impresionado por su "indescriptible y angustiada mirada de muerte"  y dijo de ella, cuando llamó la atención de los historiadores del arte por primera vez en 1786,  que "el mero saber que una obra así podría crearse y que todavía existe en el mundo me hace el doble de persona que era".  Cuando Antonio Canova realizó un Perseo en mármol con la cabeza de Medusa (1798-1801), para sustituir al Apolo de Belvedere enviado al París napoleónico, fue la Medusa Rondanini la que sirvió de modelo para la cabeza de la gorgona  en la mano extendida de Perseo. 

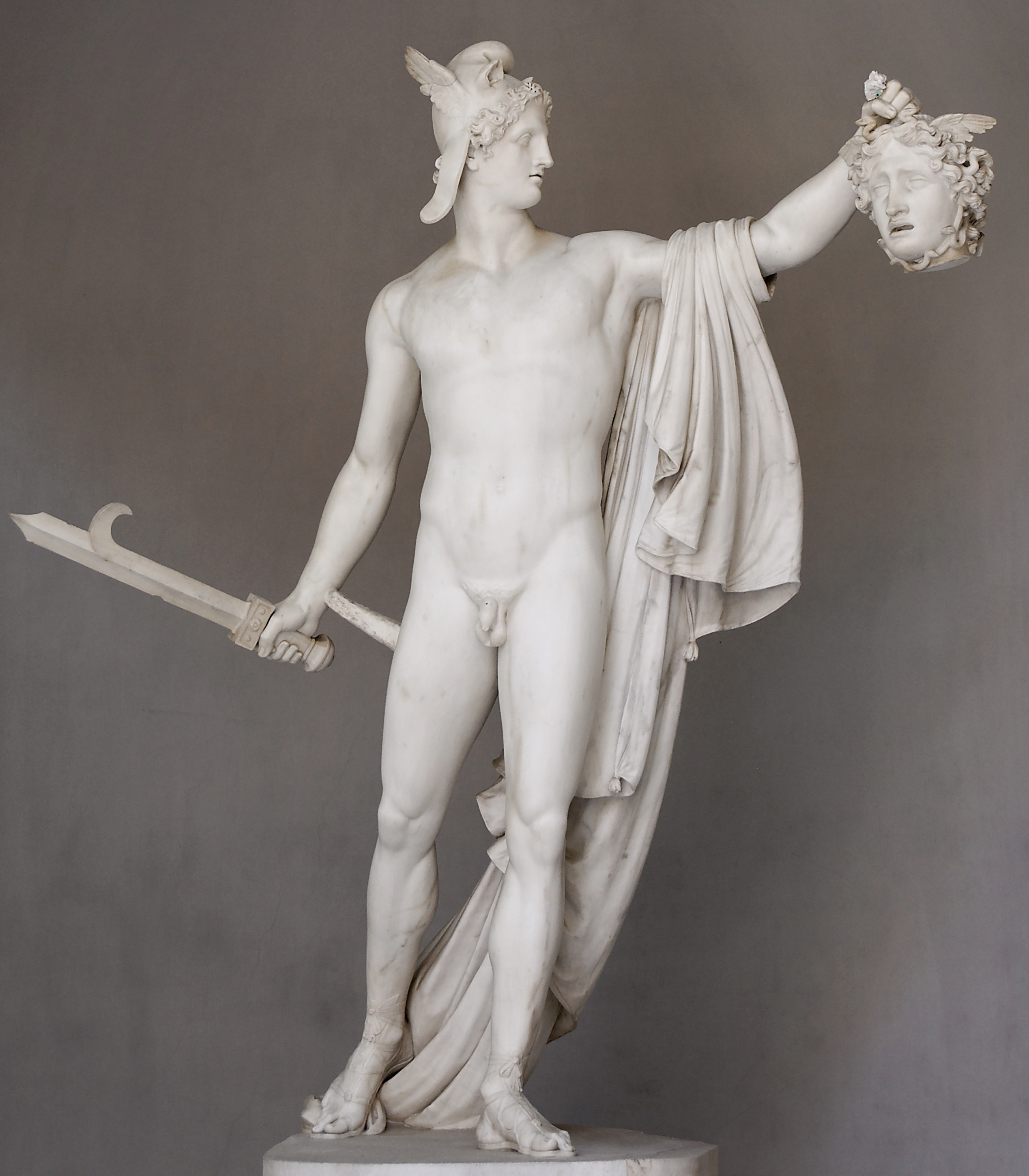
Perseo con la cabeza de Medusa, de Antonio Canova, 1798-1801 (Museos Vaticanos, Roma)

La Medusa Rondanini puede ser una copia romana de una obra clásica del siglo V a. C.,  un modelo atribuido a uno u otro escultor ateniense de la época de Fidias . Alternativamente, puede haber sido modelada a partir de una obra helenística clasicista de finales del siglo IV a. C. Si es del siglo V, ha señalado Janer Danforth Belson,  es la primero del tipo "gorgona hermosa" que aparece en el arte griego en más de un siglo,  y no tiene paralelo en ninguna representación contemporánea de la cabeza de Medusa. Martin Robertson, siguiendo la atribución de Furtwängler a Fidias, comentó que sería poco probable que el hermoso rostro de Medusa se yuxtapusiera con el hermoso rostro de la diosa, cuyo gorgona conservaba su temible apariencia arcaica. 
Janer Danforth Belson ha argumentado que su modelo fue el gorgoneion sobre una égida de bronce dorado que fue un exvoto de Antíoco IV y que fue colgado en el muro de contención sur de la Acrópolis de Atenas alrededor del 170 a. C., donde estaba señalado por Pausanias a finales del siglo II d. C. 

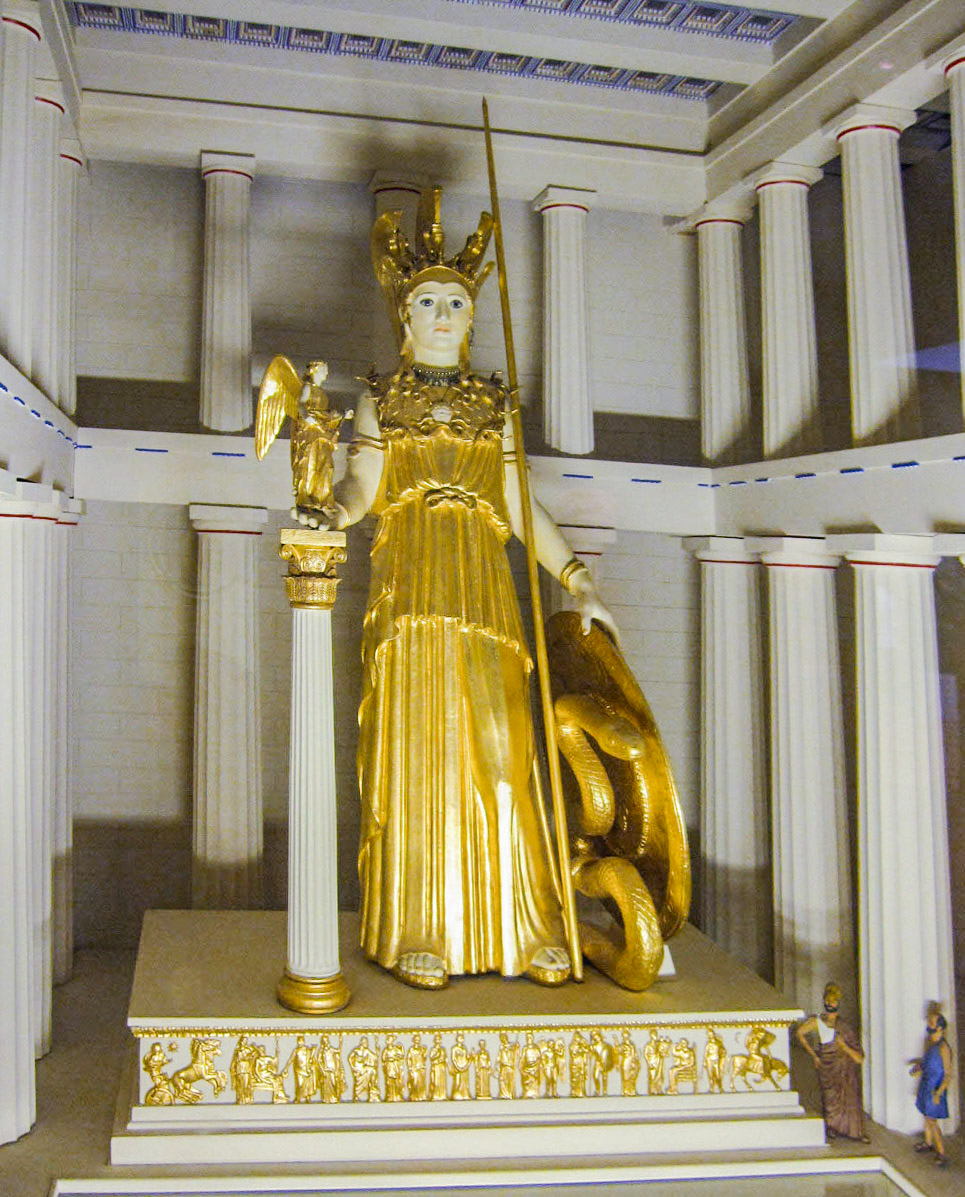
Réplica de Palas Atenea Pártenos

Se han registrado otras seis réplicas antiguas  del mismo prototipo, aparentemente de bronce, ninguna de ellas de esta calidad. El original subyacente, probablemente de metal, se asocia con una obra clásica griega del siglo V a. C. asignada a Fidias o a un artista de su época. Se suele citar especialmente el escudo de Palas Atenea, cuyo centro estaba ocupado por la cabeza de Medusa. Por otro lado, se debate si el tipo podría repetir un modelo helenístico de finales del siglo III o principios del II a. C. Antíoco III - o Antíoco IV - según Pausanias (1,21,3) donó una égida de oro con un gorgoneion al Teatro de Dioniso en Atenas. Según esta opinión minoritaria, este gorgoneion habría sido un modelo para el tipo de Medusa Rondanini.